# Lacrima Christi
Pour les articles homonymes, voir Lacryma Christi (vin).
Lacrima Christi est une série de bande dessinée historico-fantastique. Elle fait suite à la série Le Triangle secret et à sa préquelle Les Gardiens du sang.

## Auteurs
- Scénario : Didier Convard
- Dessins : Denis Falque
- Couleurs : Angélique Césano

## Albums
1. L'Alchimiste (2015)
2. À l'aube de l'apocalypse (2016)
3. Le Sceau de vérité (2017)
4. Le Message du passé (2018)
5. Le Message de l'alchimiste (2019)
6. Rémission (2020)

## Résumés

### L'Alchimiste
Jean Nomane le Rectificateur, l'agent d'élite du Triumvirat, est envoyé en mission à Pyongyang.
Le despote Cho Ihn Kyang a fait construire en secret un laboratoire capable de synthétiser le "Lacrima Christi", mais sous ce nom de « Larmes du Christ » se trouve la souche de la pire peste jamais vue, mise en vente au plus offrant.

### À l'aube de l'apocalypse
Le traître Benciveni a démontré l’efficacité du Lacrima Christi à l’aéroport JFK de New York, faisant des centaines de morts et de contaminés.
Jean Nomane et son équipe doivent éviter l’Apocalypse en mettant la main sur le testament de Biancofuri, le créateur du virus. Il découvrent l’existence d’un possible antidote emporté par l’alchimiste.

## Publication

### Éditeurs
- Glénat (collection « La Loge noire ») : tomes 1 à 6 (première édition des tomes 1 à 6).